# پایگاه هوایی آبی نانایمو/کوئنل لیک
پایگاه هوایی آبی نانایمو/کوئنل لیک (به انگلیسی: Nanaimo/Quennell Lake Water Aerodrome) یک فرودگاه خصوصی است که یک باند فرود آب دارد. این فرودگاه در کشور کانادا قرار دارد و در ارتفاع ۳۷ متری از سطح دریا واقع شده‌است.